# 血雉
血雉（学名：Ithaginis cruentus），又名血雞，是雉科血雉属中的唯一一種，它是锡金的邦鸟，中國國家二級保護動物。它有12个亚种。
血雉的名称来自于雄鸟胸部、颈部和面部的鲜红色羽毛。雌鸟的羽毛色为统一的昏暗的红棕色。雄鸟与雌鸟的眼周围都有一圈没有羽毛的绯红色的皮肤。血雉的足是红色的。不同亚种的区分在于它们身上红色羽毛与黑色羽毛的数量的不同。
血雉生活在尼泊尔、印度锡金邦、缅甸北部、中国西藏及西北部的山区。一般它们喜爱雪线附近的针叶林、混合林和灌木林。夏天它
们比较喜欢高处，秋天和冬天它们随雪线的降低而移向低处。

## 亚种
现时血雉有12种亚种:
- I. c. affinis (CW Beebe, 1912)
- I. c. beicki (Mayr and Birckhead, 1937)
- I. c. berezowskii (Bianchi, 1903)
- I. c. clarkei (Rothschild, 1920)
- I. c. cruentus (Hardwicke, 1821)
- I. c. geoffroyi (Verreaux, 1867)
- I. c. kuseri (Beebe, 1912)
- I. c. marionae (Mayr, 1941)
- I. c. michaelis (Bianchi, 1903)
- I. c. rocki (Riley, 1925)
- I. c. sinensis (David, 1873)
- I. c. tibetanus (ECS Baker, 1914)

## 保育狀況
其被列為《瀕危野生動植物種國際貿易公約》附錄二的物種，被限制出口及貿易。